# Municipio de Enterprise (condado de Moody)
El municipio de Enterprise (en inglés: Enterprise Township) es un municipio ubicado en el condado de Moody en el estado estadounidense de Dakota del Sur. En el año 2010 tenía una población de 267 habitantes y una densidad poblacional de 2,93 personas por km².

## Geografía
El municipio de Enterprise se encuentra ubicado en las coordenadas 43°53′30″N 96°43′6″O / 43.89167, -96.71833. Según la Oficina del Censo de los Estados Unidos, el municipio tiene una superficie total de 90.98 km², de la cual 90,98 km² corresponden a tierra firme y (0 %) 0 km² es agua.

## Demografía
Según el censo de 2010, había 267 personas residiendo en el municipio de Enterprise. La densidad de población era de 2,93 hab./km². De los 267 habitantes, el municipio de Enterprise estaba compuesto por el 98,13 % blancos, el 0,37 % eran asiáticos y el 1,5 % eran de una mezcla de razas. Del total de la población el 0 % eran hispanos o latinos de cualquier raza.